# Hôtel Tassel
 (janvier 2025).
Si vous disposez d'ouvrages ou d'articles de référence ou si vous connaissez des sites web de qualité traitant du thème abordé ici, merci de compléter l'article en donnant les références utiles à sa vérifiabilité et en les liant à la section « Notes et références ».
Pour les articles homonymes, voir Tassel.
L'hôtel Tassel est une maison de maître construite de 1892 à 1893 par Victor Horta à Bruxelles en Belgique pour son ami Émile Tassel, professeur à l'Université libre de Bruxelles. Il est situé rue Paul-Émile Janson no 6.

## Liminaire
L'hôtel Tassel est l'une des premières constructions de l'architecte (son deuxième chantier résidentiel, pour être précis) et la première synthèse mondiale de l'Art nouveau en architecture. Elle reste une œuvre phare car elle était la première à entièrement casser l'agencement classique des pièces dans les demeures bruxelloises. Dans cet agencement, la porte d'entrée se trouve toujours au côté de la façade et se prolonge à l'intérieur par un long couloir latéral. Celui-ci permet alors d'entrer dans les trois pièces qui se suivent en enfilade : le salon côté rue, la salle à manger au milieu et la véranda côté jardin. En conséquence, la salle à manger était souvent très sombre. La cage d'escalier se situe généralement dans le couloir. Victor Horta a mis la porte d'entrée en plein milieu de la façade, a donc logiquement placé le couloir sur l'axe central de la maison et il a sacrifié le centre de la maison pour y installer un puits de lumière.

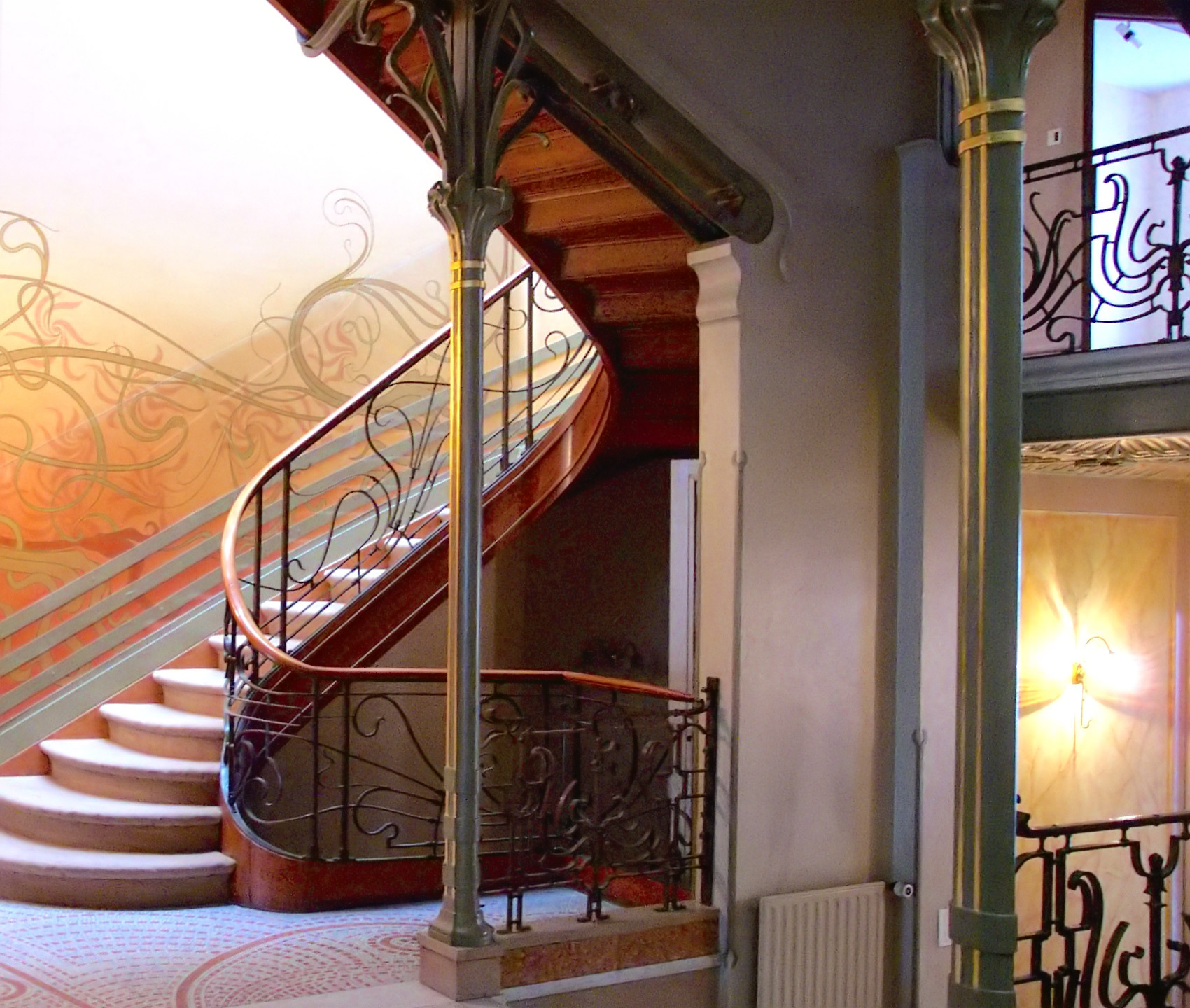
La cage d'escalier.

## Émile Tassel
C'est également la première application de son principe du « portrait » (voir l'article 'Victor Horta'). Tassel était un professeur à l'ULB. Horta lui a prévu un « salon d'accueil », situé à l'entrée. Celui-ci sert occasionnellement de bureau ou de vestiaire. Tassel est également passionné de photographie et de cinématographie. Lorsqu'il accueille des invités, il se plait à les projeter. L'architecte s'en est de nouveau chargé, en prévoyant une « terrasse » intérieure au premier étage, donnant sur le puits de lumière. Le projecteur pouvait y être installé pour projeter sur une toile située en bas.

## Le bâtiment
La façade de l'hôtel contient tous les éléments du style Art nouveau. Elle affiche un mélange harmonieux de pierre blanche et de métal. La pierre est préférée à la brique parce qu'elle permet d'animer la façade de courbes et contre-courbes. Poutrelles et poteaux de fer et de fonte donnent, eux, la possibilité de minimiser la maçonnerie et d'ouvrir de grandes baies pour laisser la lumière entrer à profusion. Les bow-windows, sorte de fenêtres en saillie sur le mur, perdent ainsi leurs contours anguleux pour prendre la forme de renflements arrondis.

## Situation
L'hôtel Tassel est situé au 6, rue Paul-Émile Janson, près de l'avenue Louise dans la Ville de Bruxelles.
L'intérieur du bâtiment n’est pas ouvert au public, à l'exception de quelques visites guidées dont les dates se trouvent sur le site visit.brussels.

L'oriel (bow-window)
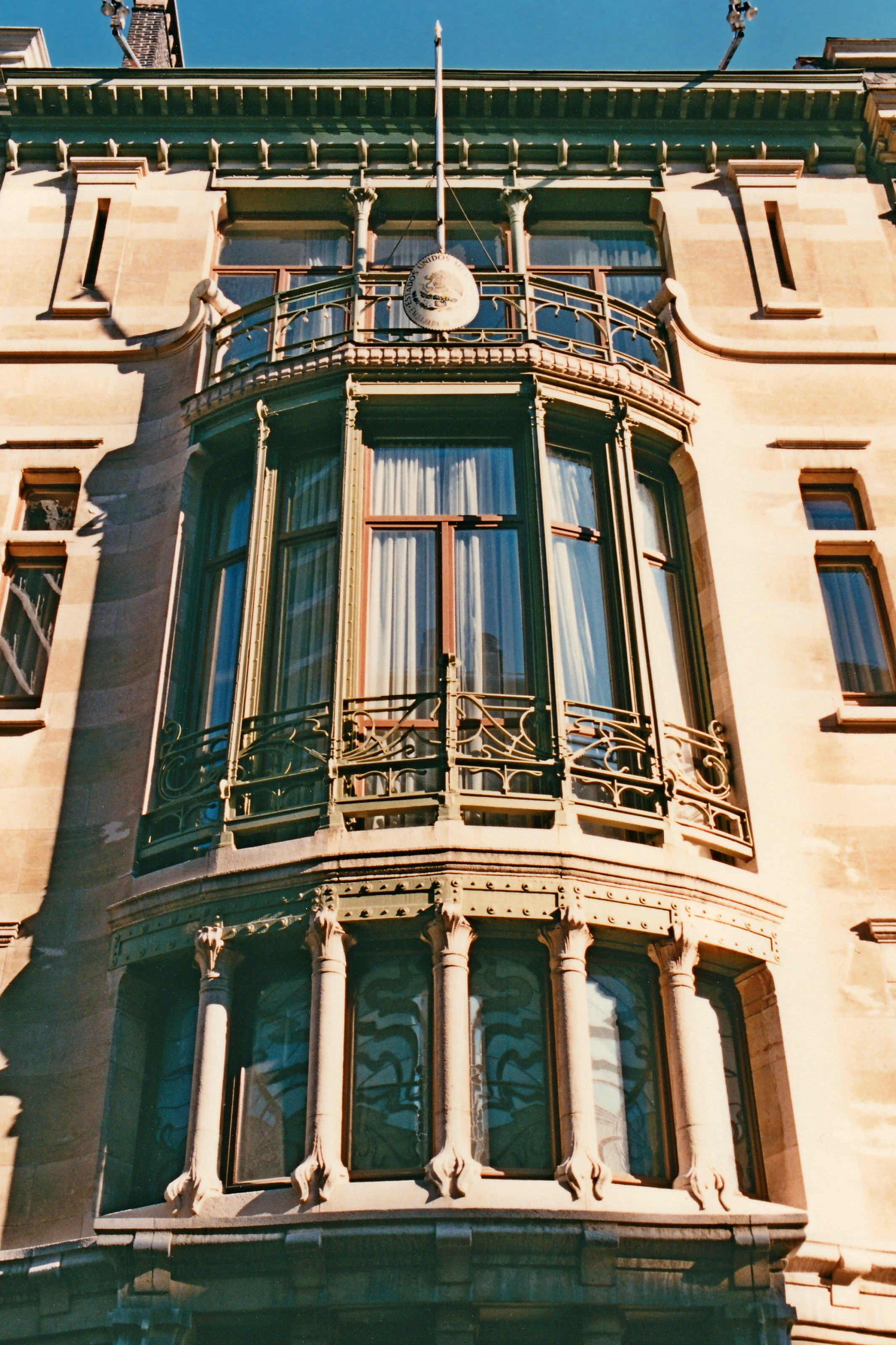
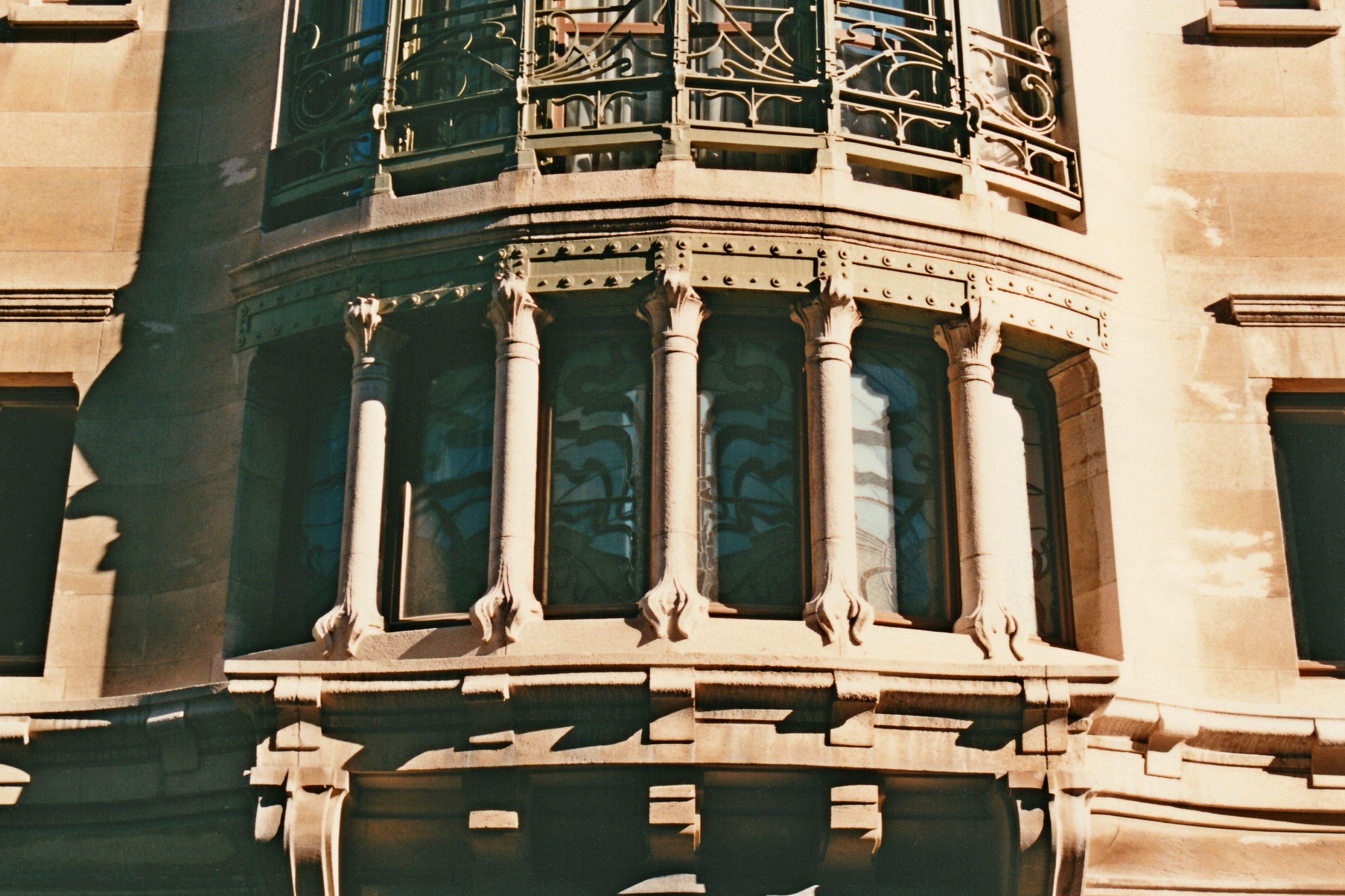
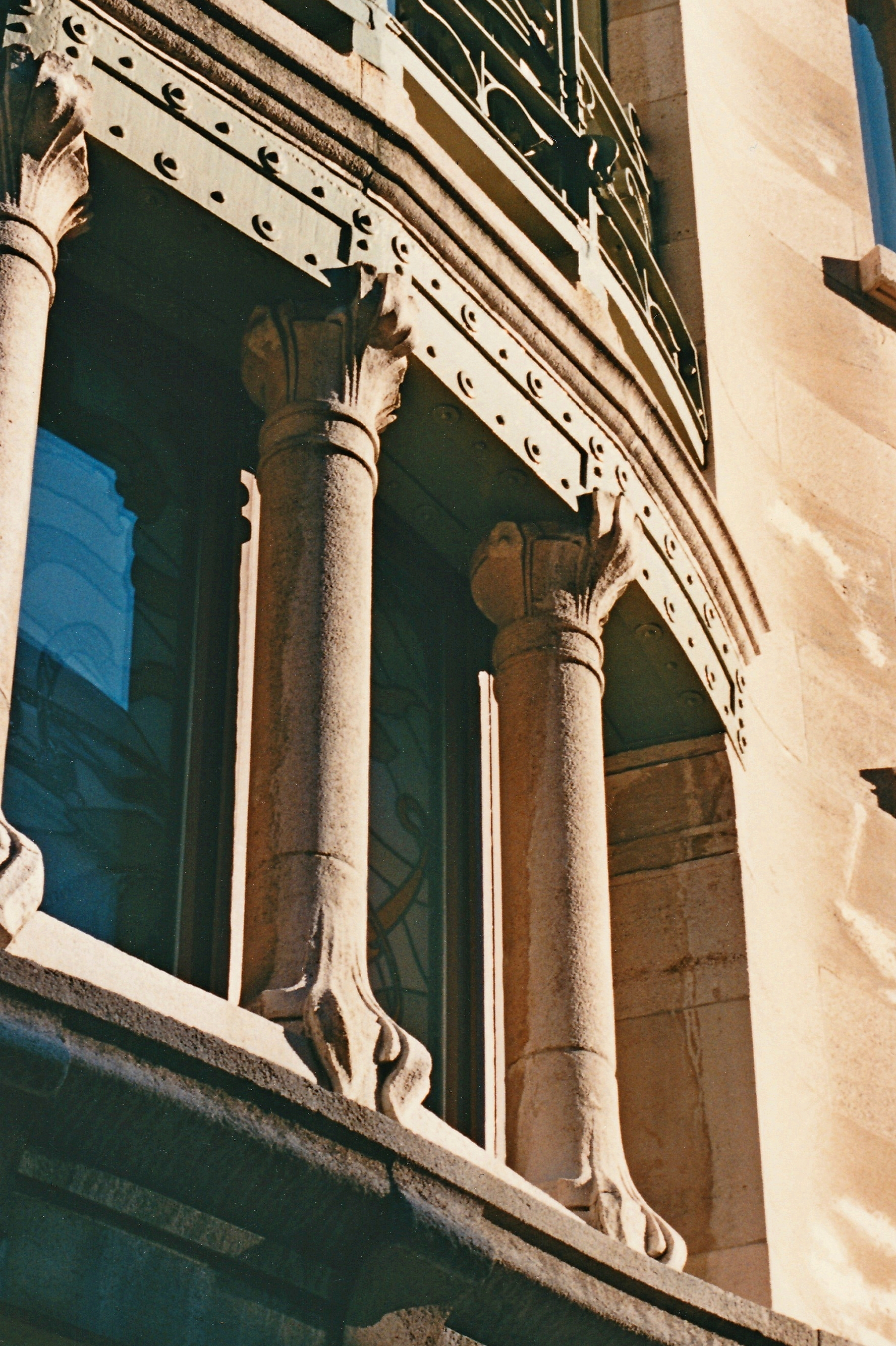

## Patrimoine mondial
En 2000, elle fut proclamée patrimoine mondial par l'Unesco avec trois autres constructions (voir Habitations majeures de l'architecte Victor Horta).